# 그루포 누트레사
그루포 누트레사(스페인어: Grupo Nutresa, 이전에 그루포 나시오날 데 초콜라테스(Grupo Nacional de Chocolates)로 알려짐)는 콜롬비아의 식품 기업이다.